# بن روزنفیلد
بن روزنفیلد (انگلیسی: Ben Rosenfield؛ زادهٔ اوت ۱۹۹۲ (۳۲ سال)) هنرپیشه سینما و تلویزیون اهل ایالات متحده آمریکا است. از فیلم‌هایی که وی در آنها ایفای نقش کرده می‌توان یک سال بسیار خشن، پسری به نام جیمز و سلام از تیم باکلی را نام برد. وی متولد مونتکلیر، نیوجرسی است. این هنرپیشه از سال ۲۰۱۰ میلادی تاکنون مشغول فعالیت بوده‌است.